# 후지전기
후지전기 주식회사(일본어: 富士電機株式会社 후지덴키 가부시키가이샤[*], 영어: Fuji Electric Co., Ltd)는 일본 도쿄에 본사를 둔 일본의 대형 전자 기기 제조 업체이다. 후루카와 기계금속(古河機械金属株式会社), 후루카와 전기공업(古河電気工業), 후지츠(富士通)와 함께 후루카와 그룹의 핵심 기업이다.

## 역사
후루카와 전기공업(古河電気工業)과 독일의 지멘스의 합작 투자로 1923년에 설립된 회사. 후루카와 전기공업의 '후'와 지멘스의 '지'를 합쳐 '후지(富士)'라는 사명이 정해지게 되었다. 히타치, 도시바, 미쓰비시전기와 함께 일본의 종합전기(또는 중전(重電)) 4사의 일각이다. 1935년 6월 20일에 전화부 소관 업무(후지전기의 통신부문)를 분리하였는데, 이것이 현재 일본 1위의 종합 IT업체 후지쯔(富士通)가 되었다. 하지만 후지쯔는 아예 후지전기로부터 독립해서 현재는 모체인 후지전기와 같은 후루카와 그룹인 것을 제외하고는 별개의 회사이다.

## 대표사업
- 전력 및 사회 기반 시설 (Power and social infrastructure)
  - 원자력 플랜트 설비
  - 태양열 발전 시스템
  - 연료전지
  - 에너지 관리 시스템
  - 스마트 미터
- 산업 기반 시설 (Industrial infrastructure)
  - 송배전 설비(슈나이더 일렉트릭[2] 합작투자)
  - 산업용 전원 공급 장치
  - 산업용 드라이브 시스템
  - 난방 및 소개 유도로 설비
  - 발전소 제어 및 측정 시스템
  - 방사선 모니터링 시스템
- 파워 일렉트로닉스 (Power electronics)
  - 인버터 및 서보시스템
  - 교통전력전자
  - 무정전 전원 장치(UPS)
  - 파워 컨디셔너
  - 배전제어장비
- 전자기기 (Electronic devices)
  - 전력반도체
  - 광전도 드럼
  - 자기 디스크
- 식품유통 (Food and beverage distribution)
  - 자동 판매기
  - 소매 유통 시스템
  - 통화 취급 장비
  - 냉동 및 냉장 쇼케이스
  - 커피 머신

## 한국내 출자 기업
- 후지전기코리아